# Сент-Майкл (Аляска)
Сент-Майкл (англ. St. Michael, центрально-юпикский: Taciq, Святой Михаил) — город в штате Аляска, США. Бывший редут и торговый пост Русской Америки. 
Город расположен на одноимённом острове и входит в зону переписи населения Ном.

## Физико-географическая характеристика
Город расположен на восточном побережье острова Сент-Майкл в проливе Нортона. Он находится на расстоянии 200 км юго-восточнее Нома и 77 км юго-западнее Уналаклита.
Общая площадь Сент-Майкла составляет 72,7 км², из них 56,4 км² — площадь суши, а 16,3 км² составляет водная поверхность.

## История

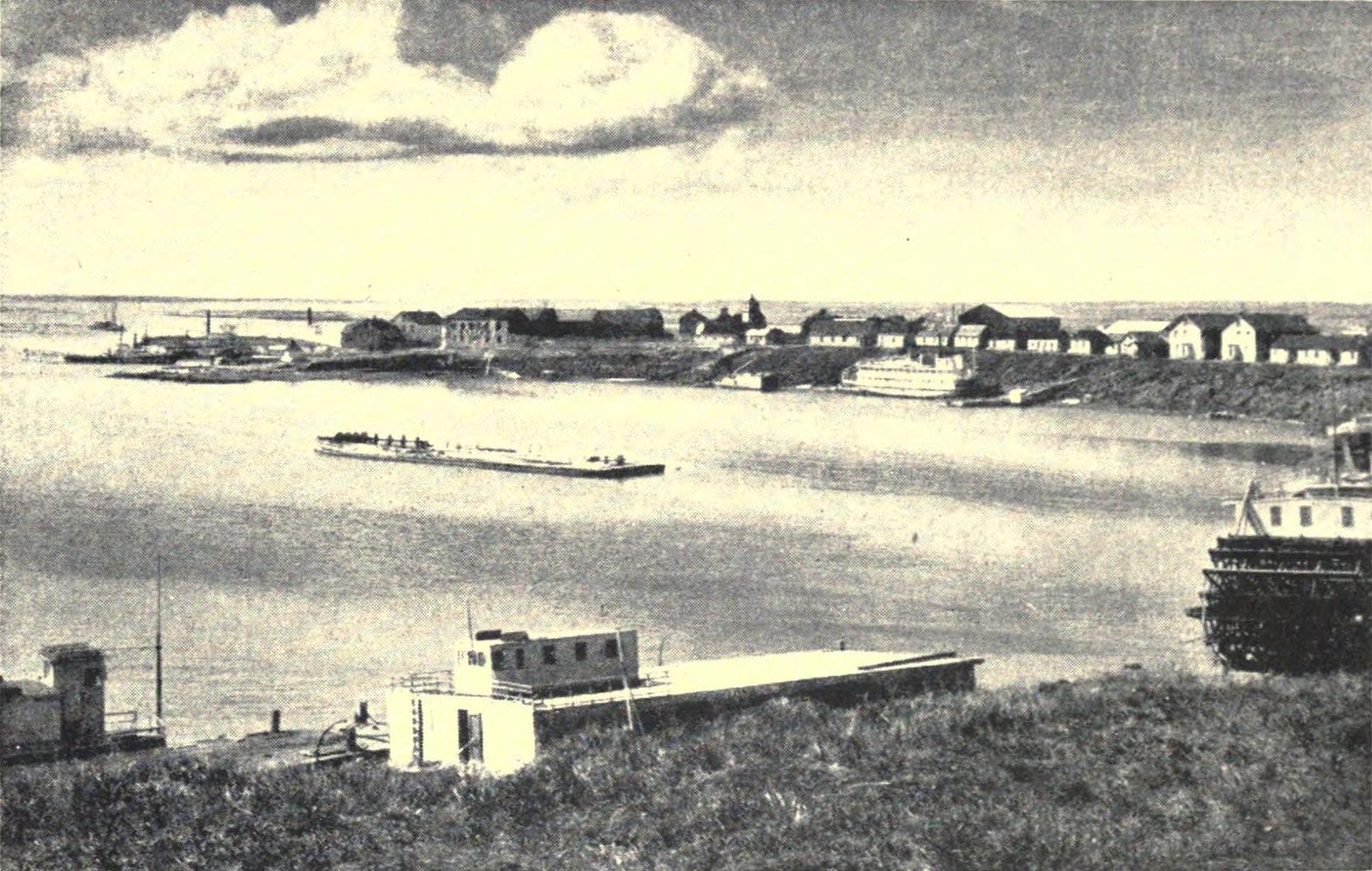
Вид на Сент-Майкл (примерно 1908 г.)

Редут Святого Михаила (Михайловский редут) был построен экспедицией Русско-американской компании под руководством лейтенанта Михаила Тебенкова и Адольфа Этолина в 1833 году. Этот укреплённый торговый пост был самым северным поселением русских на Аляске. Юго-восточнее поста находилась местная деревня Тачик (Tachik). В 1842 году укреплённый пост имел один вход и двенадцать пушек. По внешнюю сторону укреплений находился ряд складских помещений, а также православная церковь. Пост служил отправной точкой для нескольких русских экспедиций по Юкону, включая экспедиции Андрея Глазунова и Лаврентия Загоскина.
После того, как Аляска была продана США, на посту осталось несколько торговцев. В 1870 году пост был куплен коммерческой компанией Аляски, русские торговцы мехом работали на неё по контракту. В 1874 году на посту появилась первая метеорологическая станция армии США.
В 1897 году на месте поста был основан форт армии США, получивший название Сент-Майкл. Во время золотой лихорадки форт служил опорным пунктом для отправки грузов и старателей вверх по реке Юкон. В то время в нём проживало до 10 тысяч человек, а всего через пост прошло более 20 тысяч. В 1898 году золото нашли всего в 208 км от Сент-Майкла, был создан город Анвил (впоследствии Ном), который стал новым коммерческим центром на северо-западе Аляски.

## Население
По данным переписи 2010 года, численность населения Сент-Майкла составляет 401 человек. В 2009 году в городе проживало 370 человек.